# Hornby Castle (Lancashire)
Koordinaten: 54° 6′ 40,9″ N, 2° 37′ 56,6″ W

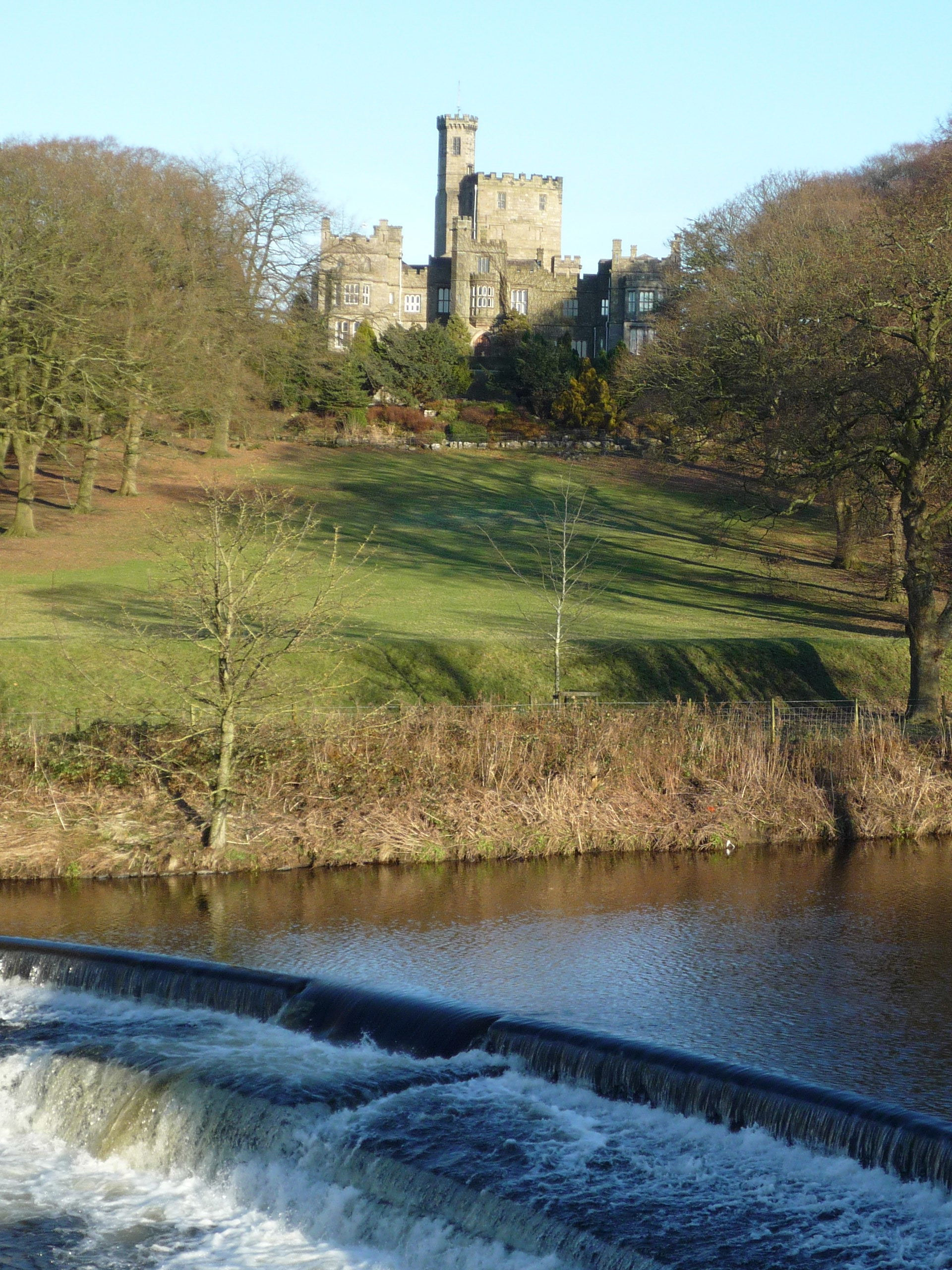
Hornby Castle und der River Wenning im Vordergrund

Hornby Castle ist eine zu Wohnungen umgebaute mittelalterliche Burg in Hornby, Lancashire, England. 
Die Burg wurde als Ersatz für Castle Stede, das sich nördlich des Ortes befand, im 13. Jahrhundert von der Familie Neville erbaut. Die Burg liegt oberhalb des River Wenning, der kurz nachdem er Hornby passiert hat in den River Lune mündet, und hat damit eine ähnliche strategische Bedeutung wie Castle Stede, das sie ersetzte. Der älteste noch auffindbare Teil der Anlage ist das Fundament des Turmes an der Rückseite des Gebäudes aus dieser Zeit. Auf diesem alten Fundament wurde im 16. Jahrhundert wahrscheinlich von Edward Stanley der heute noch stehende polygone Turm erbaut. Das Gebäude wurde um 1720 das erste Mal weitgehend umgebaut, bevor es im 19. Jahrhundert und auch im 20. Jahrhundert erneut mehrmals grundlegend renoviert und verändert wurde.
Hornby Castle ist heute in Privatbesitz, die Gärten sind aber an ausgewählten Wochenenden der Öffentlichkeit zugänglich.
English Heritage hat das Hauptgebäude als ein besonderes Baudenkmal (Grade-I-Monument) und das Torgebäude sowie angrenzende Mauerteile und Teile der Gartenanlage als Grade-II-Monument eingestuft.